# 사쿠라다 리셋

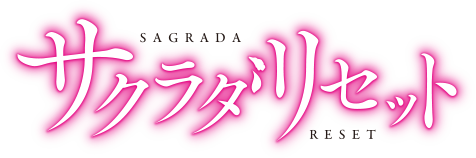

사쿠라다 리셋(일본어: サクラダリセット, 영어: Sagrada Reset, Sakurada Reset)은 고노 야타카가 쓰고 시나 유가 그린 일본의 라이트노벨 시리즈이다. 이 시리즈는 2009년부터 2012년까지 가도카와 쇼텐을 통해 연재되었다. 24화 애니메이션 텔레비전 시리즈는 2017년 4월 5일부터 9월 13일까지 방영되었다. 실사 영화는 전후로 나뉘며 2017년 3월 25일과 2017년 5월 13일 사이에 초연되었다.

## 줄거리
능력자가 존재하는 거리 사라타에 사는 아사이 케이는 보고 들은 것을 완전하게 생각해 내는 「기억 보관 유지」의 능력을, 하루키 미소라는 세계를 최대 3일분 의사적으로 되감는 「리셋」의 능력을 가지고 있다. 케이들은 능력자를 관리하는 공적인 기관 관리국의 「봉사 클럽」에 속해, 의뢰를 받고 능력을 사용하면서도 안전이 보장되는 평온한 나날을 보내고 있었다. 그러던 어느 날 맥거핀을 둘러싼 사건의 발단이 되는 의뢰가 날아든다.

## TV 애니메이션
2017년 4월 5일부터 9월 13일까지 총 24화로 방영되었다.

## 실사 영화
《사쿠라다 리셋 -전편-》(サクラダリセット 前篇, SAGRADA RESET PART1)과 《사쿠라다 리셋 -후편-》(サクラダリセット 後篇, SAGRADA RESET PART2)은 일본에서 제작된 후카가와 요시히로 감독의 2017년 SF 영화이다. 노무라 슈헤이 등이 주연으로 출연하였다. 발표는 2016년 9월 이루어졌으며 촬영이 2016년 9월 17일 시작된 이후 2개월 간 지속되었다. 전편은 2017년 3월 25일, 후편은 2017년 5월 13일 초연되었다.

### 출연

#### 주연
- 노무라 슈헤이
- 쿠로시마 유이나
- 타이라 유우나

#### 조연
- 이토 켄타로
- 타마시로 티나
- 츠네마츠 유리
- 오쿠나가 마코토
- 요시자와 히사시